# Leptogomphus celebratus
Leptogomphus celebratus – gatunek ważki z rodziny gadziogłówkowatych (Gomphidae).